# Францискански орден
Францисканският орден е римокатолически християнски монашески орден, който следва примера и учението на свети Франциск от Асизи.

## История на Обществото
Одобрен е устно от папа Инокентий III през 1209 година, а писмено от папа Хонорий III през 1223 година с булата Solet annuere. Орденът е разделен на три клона – мъжки, основан от свети Франциск, женски, основан от света Клара, и светски (терциарии). Те се придържат към пълно нестежание или отказ от частна собственост и в миналото се издържат от просия.
През 1274 г., след смъртта на Генералния настоятел свети Бонавентура, между „братята на общността“ и „спиритуалните братя“ настъпва различна интерпретация на францисканския начин на живот, наследен от св. Франциск. В началото на XVI в. папа Лъв X с булата „Ite vos“ разделя Ордена на Обсерванти, Конвентуалци и Капуцини. Всеки един Орден притежава собствен Генерален настоятел и собствена структура.
- Орденът на конвентуалците (на лат. Ordo Fratrum Minorum Conventualium) е католически монашески орден, клон на Францисканския орден, по-известен като отците францисканци-конвентуалци, „малките братя конвентуалци“, или „сивите монаси“.

- Орденът на Малките Братя Конвентуалци е един от трите Ордена на папското право, които днес съставляват Францисканското семейство. Орденът от самото начало на създаването си от свети Франциск е братство, в което всички имат еднакви права и задължения. Днес Малките Братя Конвентуалци носят черно расо, а по време на служба – светлосиво. Обслужват базиликата „Св. Франциск“ и манастира „Сакро-Конвенто“ в Асизи. Важни центрове за теологични науки са теологичния факултет „Свети Бонавентура“ в Рим и теологичния институт „Св. Антони от Падуа“.

## В България
Съвременната католически църква в България води началото си от 1601 г., когато се създава Софийската епископия от папа Климент VIII, поверена на босненския мисионер от ордена на францисканците Петър Солинат. Първите епископи на католическите епархиите по българските земи са от редиците на мисионерите от този орден. За тази цел в Италия са обучавани българи. Изложена на преследванията на официалните османски власти след Чипровското въстание, францисканската мисия по българските земи постепенно губи силата си като тя е била бил удържана чак докъм края на ХVIII век.
Началото на присъствието на ордена на конвентуалците в България е свързано с отец Йосиф Кривчев. От началото на 20-те години на ХХ век към конвентуалския манастир в цариградското предградие Бююк дере е открита семинария, специално предназначена за българи. По това време там се подготвят десетина деца, главно от павликянските села край Пловдив. През 1929 г. учебното заведение е закрито, а семинаристите са прехвърлени в Италия, където в следващите години пристигат новите кандидати на ордена. В навечерието на Втората световна война някои от първите българи конвентуалци се връщат в България и се включват активно в живота на църквата, но не в Софийско-Пловдивската епархия, а като енорийски свещеници в униатски села.
Отците Йосиф Кривчев, Петър Сарийски, Иван Гаджов и Недялко Романов са живеели в България между 1950 и 1990 г. Повечето от тях служат в източнокатолическите енориите до 1964 г. Поради липса на свещеници, около 1964 г. те са назначени в латинските енории в Северна България. В периода 1977 – 1990 г. при тях се подготвя за свещеник Петко Христов, който през 1990 г. дава първите си обети в ордена, а вечните – на 15 декември 1993 г. На 18 октомври 1994 г. е избран за Никополски епископ – първият български епископ-конвентуалец. След 1990 г. в България се завръщат отците Максимилиян Балабански, Георги Арлашки, Симеон Луков и Георги Елдъров. Тяхното завръщане е свързано също с липса на свещеници. Днес те не са между живите, както и последния от старото поколение, останал в Асизи о. Владимир Пенев.
Днес францисканците в България служат в гр. Раковски и в гр. Плевен. Те са шестима на брой и са част от полската провинция „Непорочно зачатие на Дева Мария“.

## Известни францисканци
- Франциск от Асизи (1182 – 1226)
- Роджър Бейкън (1214 – 1294)
- Бонавентура (1221 – 1274)
- Дънс Скот (1274 – 1308)
- Уилям Окам (1280 – 1349)
- Максимилиан Колбе (1894 – 1941)

## Францисканци, свързани с България
- Петър Солинат – францискански мисионер и първи католически епископ на България
- Илия Маринов – първият българин избран за католически епископ
- Петър Богдан – български католически архиепископ
- Филип Станиславов - първи никополски епископ на въстановената католическа епархия
- Антон Стефанов – католически духовник, вторият българин от Чипровци, назначен за никополски епископ
- Стефан Княжевич – български католически архиепископ
- Никола Станиславич – католически духовник, Никополски и Чанадски епископ през XVIII в.
- Павел Гайдаджийски - последният францисканец, назначен за никополски епископ през XVIII в.
- Блазиус Клайнер – францисканския монах, написал „История на България“